# Magnetosfera

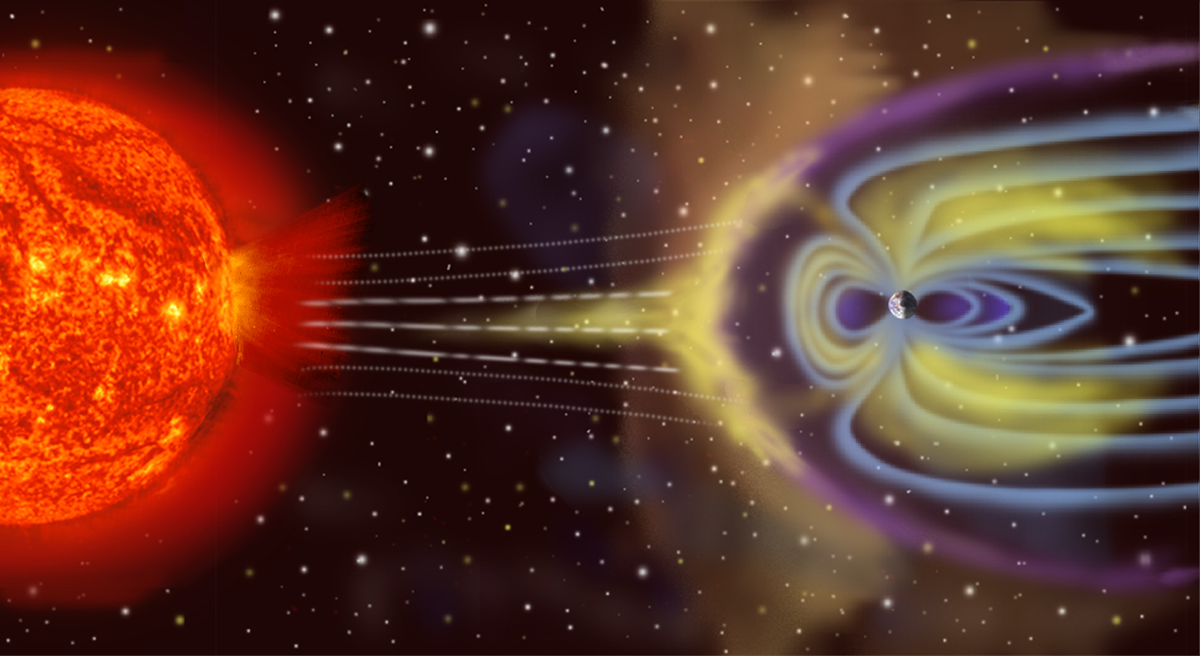
Magnetosfera chroni Ziemię przed działaniem wiatru słonecznego będącego źródłem naładowanych cząstek

Magnetosfera – obszar wokół ciała niebieskiego, w którym ruchy i zjawiska dotyczące naładowanych cząstek są zdominowane przez pole magnetyczne danego obiektu. W Układzie Słonecznym następujące ciała niebieskie posiadają magnetosferę: Słońce, Jowisz, Saturn, Uran, Neptun, Ziemia, Merkury oraz Ganimedes, księżyc Jowisza. Pojęcie to jest również stosowane jako określenie obszaru zdominowanego przez oddziaływanie pola magnetycznego, pochodzącego od obiektów astronomicznych jak np. magnetosfera pulsara.

## Ziemska magnetosfera

### Historia badań
Ziemska magnetosfera została odkryta w roku 1958 przez amerykańską sondę kosmiczną Explorer 1 podczas badań przeprowadzanych w trakcie Międzynarodowego Roku Geofizycznego (ang. International Geophysical Year). Misje sond kosmicznych umożliwiły także odkrycie wiatru słonecznego i określenie związków między prądami płynącymi w magnetosferze a emisją cząstek naładowanych ze Słońca.
W 1959 roku Thomas Gold z Uniwersytetu w Cornell zaproponował nazwę magnetosfera, pisząc w swojej publikacji:

Region ponad jonosferą, w którym ziemskie pole magnetyczne ma dominujące znaczenie w ruchach gazów i naładowanych cząstek, oraz jak wiadomo rozciąga się na dystansie 10 promieni ziemskich, może być zwany magnetosferą. [Journal Geophysical Results LXIV. 1219/1]

### Charakterystyka
Magnetosfera Ziemi to obszar przestrzeni kosmicznej będący strefą oddziaływania ziemskiego pola magnetycznego. Kształt magnetosfery określa ziemskie pole magnetyczne, w dobrym przybliżeniu dipolowe, które jest zniekształcane poprzez wiatr słoneczny.
Wiatr może w podobny sposób oddziaływać z magnetosferami i pasami radiacyjnymi innych planet mających własne pole magnetyczne. W kierunku Słońca magnetosfera jest odległa od centrum Ziemi o ok. 70 000 km (10-12 promieni ziemskich), a obszar ten jest poddany ciśnieniu wiatru słonecznego, wskutek czego jest niesymetryczny z magnetosferą w kierunku odsłonecznym. Warkocz magnetosferyczny rozciąga się na odległość nawet 100 promieni ziemskich.
Ruch swobodnych elektronów i jonów w magnetosferze jest określony głównie przez pola magnetyczne, którego zmiany mogą wytwarzać pola elektryczne i komplikować przepływ prądu. Ruch wzdłuż linii sił pola magnetycznego ogranicza zderzenia cząstek.
Geokorona, czyli otoczka wokół Ziemi złożona z neutralnych gazów, rozciąga się na dystansie do ok. 4-5 promieni ziemskich, a cząstki tego obszaru słabo oddziałują z plazmą wnętrza magnetosfery.
W magnetosferze znajdują się dwa współśrodkowe pierścienie o zwiększonej gęstości cząstek naładowanych elektrycznie – pasy radiacyjne, tzw. pasy Van Allena.

## Struktura

Ogólna struktura magnetosfery w przekroju południkowym: 1) łukowa fala uderzeniowa, 2) otok magnetyczny, 3) magnetopauza, 4) magnetosfera, 5) północny płat magnetosferyczny, 6) południowy płat magnetosferyczny, 7) plazmosfera

Magnetosfera odchyla strumienie naładowanych cząstek przychodzące z zewnątrz w postaci wiatru słonecznego (w przypadku Ziemi i innych planet Układu Słonecznego), wywołując powstanie w nim łukowej fali uderzeniowej (ang. bow shock), w której znacząco wzrasta temperatura elektronowa. Ta podgrzana plazma tworzy otok magnetosfery (ang. magnetosheath), z którego większa część jonów opływa magnetosferę wzdłuż magnetopauzy, a niewielka część dostaje się w leje polarne (ang. polar cusps). Magnetopauza, dynamiczna granica magnetosfery, tworzy się w wyniku zrównoważenia ciśnienia (dynamicznego i magnetycznego) wiatru słonecznego i pola magnetycznego planety. Od magnetopauzy w głąb magnetosfery rozwija się płaszcz plazmowy. Po stronie nocnej („zawietrznej”) linie pola tworzą ogon magnetosferyczny (ang. magnetotail) złożony z dwóch płatów po dwóch stronach równika magnetycznego. Rozdziela je warstwa plazmowa, obszar gromadzenia się gorącej plazmy, gdzie pole magnetyczne jest osłabione.
Pole magnetyczne więzi w otoczeniu planety cząstki naładowane, pochodzące z różnych źródeł. Protony i elektrony tworzą pasy radiacyjne. W przypadku Ziemi stwierdzono, że wysokoenergetyczne protony wewnętrznego pasa pochodzą z rozpadu neutronów wtórnego promieniowania kosmicznego; pochodzenie cząstek w zewnętrznym pasie nie jest dobrze wyjaśnione, ale obserwowane są zmiany ich liczebności skorelowane z burzami magnetycznymi. Jony gazów atmosferycznych, dyfundujące z ziemskiej jonosfery, tworzą plazmosferę rozciągającą się do odległości około 4 R🜨. Mają one bardzo niskie energie w porównaniu z cząstkami pasów radiacyjnych czy płaszcza plazmowego. Na zewnątrz plazmopauzy cząstki dryfują ku magnetopauzie, wewnątrz niej są uwięzione.